# ベリー・バッド・ウェディング
『ベリー・バッド・ウェディング』(原題: Very Bad Things)は、1998年に製作されたキャメロン・ディアス主演のブラック・コメディ。ピーター・バーグ監督。

## 概要
ジム・キャリー主演のコメディ映画『マスク』でブレイクしたキャメロン・ディアスが主演のブラック・コメディ。過激な内容のため、劇場公開時ではカットされたシーンもいくつかある。ただ、パイオニアLDCより発売されたDVDには、カットされたシーンも付け加えられた完全版となっている。

## あらすじ
結婚式を間近に控えたカイルは独身最後の“バチェラー・パーティー”を行うため、ロバート、アダム、マイケル、チャールズら四人の悪友と共に男だけでラスベガスへ出向くことになる。婚約者のローラは、フィアンセの悪友たちとの婚前旅行に気が気ではなかったが、仕方なくカイルたち五人を見送ることに。理想の結婚式を挙げるため、異常なほど躍起になるローラを背にいざラスベガスへ旅立つ男たち。
ようやく到着したラスベガスで、期待以上の街並みを目の当たりにしたカイルたちは、浮かれながらホテルでドンチャン騒ぎを開始する。麻薬にマリファナをやり放題の彼らの前に、事前に呼んでおいた娼婦も登場し、正気をなくして男たちはパーティーを楽しんだ。
ところがその最中、酔った勢いでコトに励んでいたマイケルが娼婦を死なせてしまう。騒ぎを駆けつけてやってきた警備員にその現場を目撃されたカイルたちは、警備員も殺して、2人の死体を埋めるためにシャベルを買い込んで、人里離れた砂漠の荒地へ直行。楽しいはずの婚前旅行が一転して、犯罪者になってしまった。ホテルの部屋の血痕もすべてふき取り、何一つ証拠を残さず地元に帰ってきた男たちだが、罪悪感にかられたアダムが自首すると言い始める…。

## キャスト
※括弧内は日本語吹き替え
- カイル・フィッシャー - ジョン・ファヴロー（辻谷耕史）
- ローラ・ギャレティ - キャメロン・ディアス（伊藤美紀）
- ロバート・ボイド - クリスチャン・スレーター（家中宏）
- マイケル・バーコウ - ジェレミー・ピヴェン（星野充昭）
- アダム・バーコウ - ダニエル・スターン（井上倫宏）
- ロイス・バーコウ - ジーン・トリプルホーン）
- チャールズ・ムーア - リーランド・オーサー（麻生智久）
- ティナ - コーベ・タイ

## スタッフ
- 監督：ピーター・バーグ
- 製作総指揮：テッド・フィールド、スコット・ルーフ、クリスチャン・スレーター
- 製作：マイケル・シファー、ダイアン・ナバトフ、シンディ・コーワン
- 撮影：デヴィッド・ヘニングス
- 音楽：スチュワート・コープランド
- 編集：ダン・レベンタル
- 美術：ディナ・リプトン